# 相沢滋
相沢 滋（あいざわ しげる、1972年 - ）は、元社会人野球の選手（投手）。七十七銀行に所属していた。

## 経歴
宮城県古川高等学校時代、2年時の秋季大会で仙台育英高校を破りベスト4まで勝ち進み、宮城県選抜にも選ばれ台湾に遠征した。
高校卒業後は東北学院大学に進み、仙台六大学リーグで活躍した。
大学卒業後の1995年に社会人野球の七十七銀行に入行。
2004年の第75回都市対抗野球大会ではチーム初の準決勝進出に貢献した。
2008年の都市対抗野球大会の東北2次予選決勝で、摂津正擁するJR東日本東北に11安打を浴びながら121球を投げ1失点完投勝利。最優秀選手賞に選ばれた。この年限りで現役を引退した。